# Hydriomena alticola
Hydriomena alticola là một loài bướm đêm trong họ Geometridae.